# Kremenica, Bela Palanka
Kremenica (izvirno srbsko Кременица) je naselje v Srbiji, ki upravno spada pod Občino Bela Palanka; slednja pa je del Pirotskega upravnega okraja.

## Demografija
V naselju živi 29 polnoletnih prebivalcev, pri čemer je njihova povprečna starost 72,6 let (67,9 pri moških in 75,2 pri ženskah). Naselje ima 21 gospodinjstev, pri čemer je povprečno število članov na gospodinjstvo 1,38.
To naselje je popolnoma srbsko (glede na rezultate popisa iz leta 2002).
|  |

| Demografija | Demografija     | Demografija     |
| Leto        | Št. prebivalcev | Št. prebivalcev |
| ----------- | --------------- | --------------- |
|             |                 |                 |
|             |                 |                 |
|             |                 |                 |
|             |                 |                 |
| 1948        | 508             |                 |
| 1953        | 505             |                 |
| 1961        | 358             |                 |
| 1971        | 215             |                 |
| 1981        | 149             |                 |
| 1991        | 75              | 75              |
| 2002        | 30              | 29              |
|             |                 |                 |

| Etnična sestava po popisu iz leta 2002 | Etnična sestava po popisu iz leta 2002 | Etnična sestava po popisu iz leta 2002 | Etnična sestava po popisu iz leta 2002 | Etnična sestava po popisu iz leta 2002 |
| -------------------------------------- | -------------------------------------- | -------------------------------------- | -------------------------------------- | -------------------------------------- |
| Srbi                                   | Srbi                                   |                                        | 29                                     | 100,0%                                 |
| Neznano                                | Neznano                                |                                        | 0                                      | 0,0%                                   |